# Rødding (Viborg Kommune)
 For alternative betydninger, se Rødding. (Se også artikler, som begynder med Rødding)
Rødding er en by i Midtjylland med 985 indbyggere  (2025), beliggende 5 km syd for Løvel, 17 km vest for Hammershøj, 12 km nordvest for Ørum (Viborg Kommune) og 10 km nordøst for Viborg. Rødding ligger i Region Midtjylland og hører til Viborg Kommune. I 1970-2006 hørte byen til Tjele Kommune.
Rødding er beliggende i Rødding Sogn og Rødding Kirke ligger i byen.
Rødding har en velbevaret historisk bykerne og et varieret udbud af boliger. Der er gode adgangsmuligheder til attraktive bynære landskaber ved søen og i det kuperede terræn. Byen er overskuelig med service, der sikrer helhed og sammenhæng i hverdagslivet.
Rødding ligger på de syd- og østvendte skrænter omkring Rødding sø ca. 8 km nord for Viborg. Søen, der blev gendannet i 2004, er byens landskabelige vartegn og væsentligste bynære rekreative område. I 2023 blev der etableret en stor legeplads ved søen. Der er sti rundt om søen og ved søbredden findes arealer til friluftsliv, og desuden er der etableret et mindre standareal tæt på legepladsen.
Det stejle terræn er fundamentet for byens veje med den lavtliggende hovedgade på søens østside og stikvejene, der fordeler sig op ad skrænterne.
Stikvejene har dannet byens ”stjernestruktur”, som sikrer unikke udsigter over søen. De nyere bolig-kvarterer ligger mellem vejene i lag uden på den historiske bykerne. Spredt i byen ligger grønne ”oaser” med små søer og regnvandsbassiner, og ved aktivitetsområdet ved skolen og Røddinghus åbner byen sig mod landbrugslandet og en slugt.
I byen ligger Sødalskolen, som består af to afdelinger i henholdsvis Rødding og Løvel. Sødalskolen i Rødding tilbyder 0. til 9. klassetrin. Rødding har desuden Sødal Børnehus, som er en nybygget kombineret børnehave og vuggestue.
Byens erhvervsliv består blandt af Min Købmand, automekanikere, tømrere, entrepenører, frisører og en detail- og engrosblomsterbutik.

## Rødding sø
Rødding Sø ligger ved Rødding og er en genskabt sø med 21 hektar vandareal og 12 hektar enge. Søen blev afvandet i perioden 1878‑1915. Fra 1947 har søen været detaildrænet og kultiveret med pumpestation til korndyrkning, men med problemer på grund af ustabile bundforhold. I 2004 blev søen genskabt som en del Vandmiljøplan II-projekt med kvælstoffjernelse. Prisen var 14,5 mio. kr. (2004). Søen er startsted for Nørremølle Å som løber via Loldrup Sø til Viborg Nørresø og videre til Gudenåen.

## Bystævnet
Fra stien omkring søen går en sti mod vest langs åen til bystævnet. Det består af oldermandens sten i midten og en rundkreds med en sten for hver af 12 matrikler. I 1949 blev der rejst en sten for Grundlovens 100 år. Den har også årstal for Genforeningen og Besættelsen.